# Monsoon
"Monsoon" som framförs av Tokio Hotel är en engelskspråkig version av deras, i de tyskspråkiga länderna, mycket framgångsrika singel "Durch den Monsun". Monsoon utgavs som singel den 24 april 2007, och återfinns på bandets första engelskspråkiga album, Scream, som har sålt platina i bland annat Österrike, Ryssland och Polen. 

## Musikvideo
Musikvideon inleds med att bandmedlemmarna Bill Kaulitz, Tom Kaulitz, Georg Listing och Gustav Schäfer färdas i en öppen helikopter över havet. Över ett kargt landskap hoppar de ner på en provisorisk scen där deras instrument står klara. Mörka moln hopar sig vid horisonten, och blåsten tilltar i styrka och det börjar regna. Det regnar stilla till en början, men sedan mer och mer våldsamt. Samtidigt ses sångaren Bill Kaulitz sitta i baksätet i en svart förarlös bil på en till synes ändlös väg. Han har en skrivmaskin i knät och försöker formulera sina tankar.
Videon avslutas med att gruppen uppträder på scenen i det ymniga regnet.